# 固定成本
固定成本 (英語：fixed costs)，為一經濟學與會計學名詞。

## 經濟學觀點
與變動成本相對，是指在一定业务量范围和时间范围内，其总额不随业务总数变化而变化的成本。
固定成本的特征在于它在一定时间范围和业务量范围内其总额维持不变，但是，相对于单位业务量而言，单位业务量所分摊（负担）的固定成本却是随业务量总数变化而变化的。
固定成本可以进一步分为约束性固定成本和酌量性固定成本两类。

## 會計學觀點
是指在某特定期間攸關範圍內，成本總額不會隨作業量變動者，其中單位固定成本會隨著作業量之變動成反方向變動，
即當作業量(增加/減少)時，每單位作業量所分攤的固定成本會(減少/增加) ；且固定成本通常係以期間總額來表達 。
近年來許多公司有固定成本逐漸高於變動成本的趨勢，其原因有二:
一是自動化生產使投資設備成本與設備折舊費用增加；二是人員薪資多為長期性的，短期內難根據實際工作需要來調整人力資源，直接人工成本現已視同固定成本。

## 例子
- 工廠租金
- 機械折舊
- 廣告費用